# Avantgarde Gesellschaft für Kommunikation
Die Avantgarde Gesellschaft für Kommunikation mbH ist eine managementgeführte Agenturgruppe für Markenwahrnehmung mit Hauptsitz in München.

## Geschichte
Das Unternehmen wurde im Jahr 1985 von Martin Schnaack und Claudia Langer gegründet, zunächst unter dem Namen Avantgarde Veranstaltungs GmbH.
Nach der Gründung war die Avantgarde Veranstaltungs GmbH zunächst als Organisator von Modemessen sowie als Werbeagentur tätig. Schnaack, der als Erfinder des Eventmarketing in Deutschland gilt, inszenierte Präsentationen und Roadshows für Marken wie Mercedes und Porsche und errichtete Pop-up-Bars für die Einführung neuer Produkte. Seit 2001 operiert die Agentur unter dem Namen Avantgarde Gesellschaft für Kommunikation mbH.
Im Juli 2004 gründete Avantgarde eine Niederlassung in Shanghai, China, mit Schwerpunkt auf Eventmarketing, Öffentlichkeitsarbeit, Promotion und Sponsoring. Ein Jahr später wurde eine Dependance in Dubai eröffnet. Im Juli 2007 erfolgte die Gründung einer Niederlassung in Peking. Im Mai 2012 gab Avantgarde die Eröffnung eines Standorts in Zürich, Schweiz, bekannt.
2015 erwarb das Unternehmen Afinum Minderheitsanteile an Avantgarde. Mit der Gründung der AMG Experiences GmbH in Stuttgart im Mai 2019 eröffnete Avantgarde eine eigene Niederlassung zur Betreuung des Kunden Mercedes-AMG und dessen Eventreihen.
Im September 2019 erwarb der Private-Equity-Fonds EMH Partners die Mehrheit an Avantgarde und übernahm zudem die Anteile von dem bisherigen Minderheitsgesellschafter Afinum.
Die Kreativagentur Caya mit Sitz in Amsterdam wurde im Geschäftsjahr 2020 übernommen.
Im Juli 2021 wurde Marc Schumacher neben Schnaack zum Co-CEO des Unternehmens ernannt. Ebenfalls im Geschäftsjahr 2021 gründete die Agentur den Geschäftsbereich Avantgarde Performance, der Dienstleistungen in den Bereichen Marketing, Konversion, Social Media Marketing, Datenanalytik und Beratung anbietet. Zum 1. September 2021 erwarb Avantgarde eine Mehrheitsbeteiligung an der Retail-Agentur Nonplusutra und im Oktober gab das Unternehmen bekannt, sich im Rahmen einer Kapitalerhöhung eine zweistellige Prozentbeteiligung am Berliner Fotostudio Studio of Wonders gesichert zu haben; im August 2023 wurde ein weiterer Standort in München eröffnet. Im November 2021 wurden die Mehrheitsanteile an der Digitalagentur Slash Digital übernommen.
Im November 2022 übergab Schnaack die Geschäftsführung von Avantgarde an Schumacher, der fortan als alleiniger CEO der Avantgarde-Gruppe fungierte, während Schnaack in den Beirat der Agentur wechselte.

## Unternehmensorganisation
Neben dem Hauptsitz in München ist Avantgarde weltweit an zwölf weiteren Standorten vertreten.

### Geschäftsfelder
Avantgarde ist eine im Erlebnismarketing tätige Agenturgruppe und veranstaltet Markenveranstaltungen, Produktshows und interaktive Installationen für Marketingzwecke.
Die Agenturgruppe konzentriert sich auf die Bereiche Werbe-, PR-, Marketing-Kommunikation, Content-Marketing und crossmediale Kommunikation. Avantgarde führt Live-Events sowie Roadshows und weitere Verkaufsveranstaltungen durch. Neben den vier Leistungsbereichen Strategie, Kreativabteilung, Marken/Handel und operative Dienstleistungen betreibt Avantgarde eine Technologie-Plattform zur Erfolgsmessung von Veranstaltungen.

### Geschäftsführung
Der ehemalige CEO von Avantgarde, Martin Schnaack, ist seit November 2022 Mitglied des Beirats sowie Minderheitsgesellschafter von Avantgarde. Als CEO fungiert Marc Schumacher, weitere Geschäftsführer sind Guido Emmerich und Ingo Böhner.

## Kampagnen
Während der Olympischen Spiele in Atlanta im Jahr 1996 stattete Avantgarde den britischen Sprinter Linford Christie mit blauen Kontaktlinsen aus, die ein weißes Puma-Logo zeigten. Das Internationale Olympische Komitee verbot es Christie, die Linsen während des Rennens zu tragen, weshalb er sie auf einer Pressekonferenz präsentierte und damit ein internationales Medienecho auslöste.
Für größere Aufmerksamkeit sorgte darüber hinaus die Kampagne „Mission Mini“, die im September 2002 begann und von 21 Länderteams durchgeführt wurde. Dabei hatten die Teams die Aufgabe, in Minis durch Barcelona zu fahren und einer Krimigeschichte auf den Grund zu gehen.
2018 erhielt Avantgarde von dem britischen Ministerium für internationalen Handel den Auftrag, die Architektur und das Ausstellungsdesign des „Voicespace-Pavillons“ für die Expo 2020 in Dubai zu gestalten. Der Pavillon basiert auf einem KI-Algorithmus und wurde von der Künstlerin Es Devlin konzipiert.
Vor dem Viertelfinale der deutschen Fußballnationalmannschaft gegen England bei der Fußball-Europameisterschaft 2021 inszenierte Avantgarde einen webbasierten Augmented-Reality-Auftritt des Sponsors Volkswagen.
Zu den Kunden von Avantgarde zählen Unternehmen wie Nio, Bosch, Danone, Polestar, Merz Aesthetics, Porsche, Mercedes-Benz, Nike und Align Technology.

## Auszeichnungen (Auswahl)
- 2013: 3. Platz im Umsatzranking der Arbeitsgemeinschaft Ranking von Famab, W&V und Horizont[30]
- 2014: 1. Platz im Umsatzranking der Arbeitsgemeinschaft Ranking von Famab, W&V und Horizont[31]
- 2019: Gewinner des World Exhibition Stand Awards in der Kategorie „Best Automotive“[32]